# Guillermo Ford
Guillermo Ford Boyd (* 11. November 1936; † 19. März 2011 in Panama-Stadt) war ein panamaischer Politiker.

## Leben
Guilermo „Billy“ Ford war Begründer der antimilitaristischen Partei Movimiento Liberal Republicano Nacionalista (MOLIRENA) und ein überzeugter Gegner der Militärdiktatur unter Manuel Noriega.
Bei den Wahlen vom 7. Mai 1989 war er Kandidat für das Amt des Zweiten Vizepräsidenten, während Guillermo Endara Galimany für das Amt des Staatspräsidenten von Panama und Ricardo Arias Calderón für das Amt des Ersten Vizepräsidenten kandidierte. Dabei trat Endara gegen den Kandidaten des Noriega-Regimes, Carlos Duque, an. Dabei unterstützte die US-Regierung Endaras Wahlkampf mit 10 Millionen US-Dollar. Das Wahlergebnis, das Endara als Sieger auswies, wurde durch die Regierung Panamas annulliert. Der frühere US-Präsident Jimmy Carter, der als neutraler Wahlbeobachter tätig war, beschuldigte daraufhin Noriega, dass dieser das Wahlergebnis manipuliert habe. Noriegas Anhänger erwiderten daraufhin, dass die Präsidentschaftswahl bereits durch die US-amerikanische Unterstützung des Wahlkampfes von Endara manipuliert worden war.
Die Wahlen war darüber hinaus überschattet durch Festnahmen und Belästigungen gegenüber der politischen Opposition, der Beschlagnahme von deren Vermögen und dem Druck auf Oppositionelle zum Verlassen des Landes. Daneben wurde Journalisten und Mitglieder der Opposition ohne Angabe von Gründen verhaftet.
Während öffentlicher Demonstrationen, auf denen die Opposition weiße Taschentücher als Zeichen der Friedfertigkeit schwenkten, ordnete Noriega den Einsatz der sogenannten „Dignidad“-Bataillone zur Unterdrückung der Demonstrationen an. Zum Kommandeur der Bataillone ernannte Noriega Benjamin Colomarco, der später Minister für öffentliche Arbeiten während der Präsidentschaft von Martín Torrijos war.
Bei diesen Demonstrationen wurde auch Fords Auto angegriffen, seine Leibwächter beschossen und ermordet. Als Ford versuchte zu fliehen, wurde er mit Metallrohren geschlagen und die dabei gemachte Fotografie des blutüberströmten Politikers ging um die Welt, nachdem sie sich am 22. Mai 1989 auf dem Titelbild des Time-Magazine befunden hatte.
Nachdem es am 20. Dezember 1989 zur US-Invasion in Panama kam, konnte Endara sein Amt als Präsident und Ford als Zweiter Vizepräsident sowie Minister für Planung und Wirtschaftspolitik antreten und bis zum Ende der regulären Amtszeit am 1. September 1994 bekleiden.
Während der Präsidentschaft von Mireya Moscoso war er zwischen 1999 und 2004 Botschafter in den Vereinigten Staaten. Darüber hinaus engagierte er sich bis zu seinem Tode in der Feuerwehr Panamas und wurde posthum zum First Lieutenant seiner Feuerwehreinheit ernannt.